# Michał Piaszczyński
Blahoslavený Michał Piaszczyński (1. listopadu 1885, Łomża – 18. prosince 1940, koncentrační tábor Sachsenhausen) byl polský římskokatolický kněz, kanovník łomżské kapituly který se stal obětí nacistického pronásledování církve. Katolickou církví je uctíván jako blahoslavený mučedník.

## Život
Byl synem Ferdynanda Piaszczyńského a jeho manželky Anny, rozené Zientara. V roce 1903 vstoupil do kněžského semináře, později přešel na katolickou teologickou akademii v Petrohradě a zde byl 13. června 1911 vysvěcen na kněze. V roce 1914 získal doktorát z filosofie ve Fribourgu. Po několik následujících let působil v pastorační službě ve Francii a po návratu do Polska byl ustanoven odborným asistentem a vicerektorem ve Vyšším duchovním semináři v Łomżi. Rovněž vyučoval v ženském učitelském ústavu a na łomżském gymnáziu. Poté působil jako ředitel gymnázia sv. Kazimíra v Sejnách.
Po vypuknutí druhé světové války byl 7. dubna 1940 zatčen a uvězněn v Suwałkách. Odtud byl převezen do koncentračního tábora v Działowě. Zemřel na následky věznění a chorob v koncentračním táboře Sachsenhausen, kde prožil poslední měsíce života (od 3. května do 18. prosince 1940). Ti, kteří jej znali, jej popsali jako zbožného a soucitného kněze. Zůstala po něm sbírka poezie, odrážející jeho citlivost.

## Beatifikace
Beatifikován byl papežem sv. Janem Pavlem II. dne 13. června 1999 ve Varšavě ve skupině 108 polských mučedníků z období druhé světové války.

## Dílo
- Poezje, vyd. Sejny r. 1912